# ФК Јединство Шишава
ФК Јединство је фудбалски клуб из Шишаве у општини Власотинце, Србија и тренутно се такмичи у Јабланичкој окружној лиги, петом такмичарском нивоу српског фудбала.

## Историја
Прву фудбалску лопту у селу Шишава 1944. године су донели браћа Раде и Зоран Катић, потом формирали фудбалски клуб и играли фудбал са суседним селима. Званично је формиран фудбалски клуб у селу Шишава 1953. године под називом „Јединство“, од играча села Шишаве и Доње Ломнице, који се такмичио у општинској, регионалној лиги, а доспео је и до нишке зоне, чак је био и испред градског тада ривала ФК Власине, године 1980. Клуб је био саградио и веома леп стадион, који је био пун гледалаца, који су долазили и са суседних села. Нажалост неко време фудбалски клуб „Јединство“ је био угашен, јер је због тешког финансијског стања морао да напусти такмичења у лиги. Данас се такмичи у Јабланичкој окружној лиги.
| Сезона  | Лига                                | Позиција |
| ------- | ----------------------------------- | -------- |
| 2010/11 | Јабланичка окружна лига група Исток | 5.       |
| 2011/12 | Прва Јабланичка окружна лига        | 17.      |
| 2012/13 | Међуопштинска Јабланичка лига       | 9.       |
| 2013/14 | Међуопштинска Јабланичка лига       | 9.       |
| 2014/15 | Међуопштинска Јабланичка лига       | 6.       |
| 2015/16 | Међуопштинска Јабланичка лига       | 1.       |